# Agnieszka Dziemianowicz-Bąk
Agnieszka Dziemianowicz-Bąk   (Breslau, 20 de gener de 1984) és una política, activista social d'esquerres i doctora en filosofia polonesa. És membre del Sejm des del 2019.

## Trajectòria política
Entre desembre de 2015 i febrer de 2019, Dziemianowicz-Bąk va ser membre del Secretariat Nacional del partit socialdemòcrata Razem.

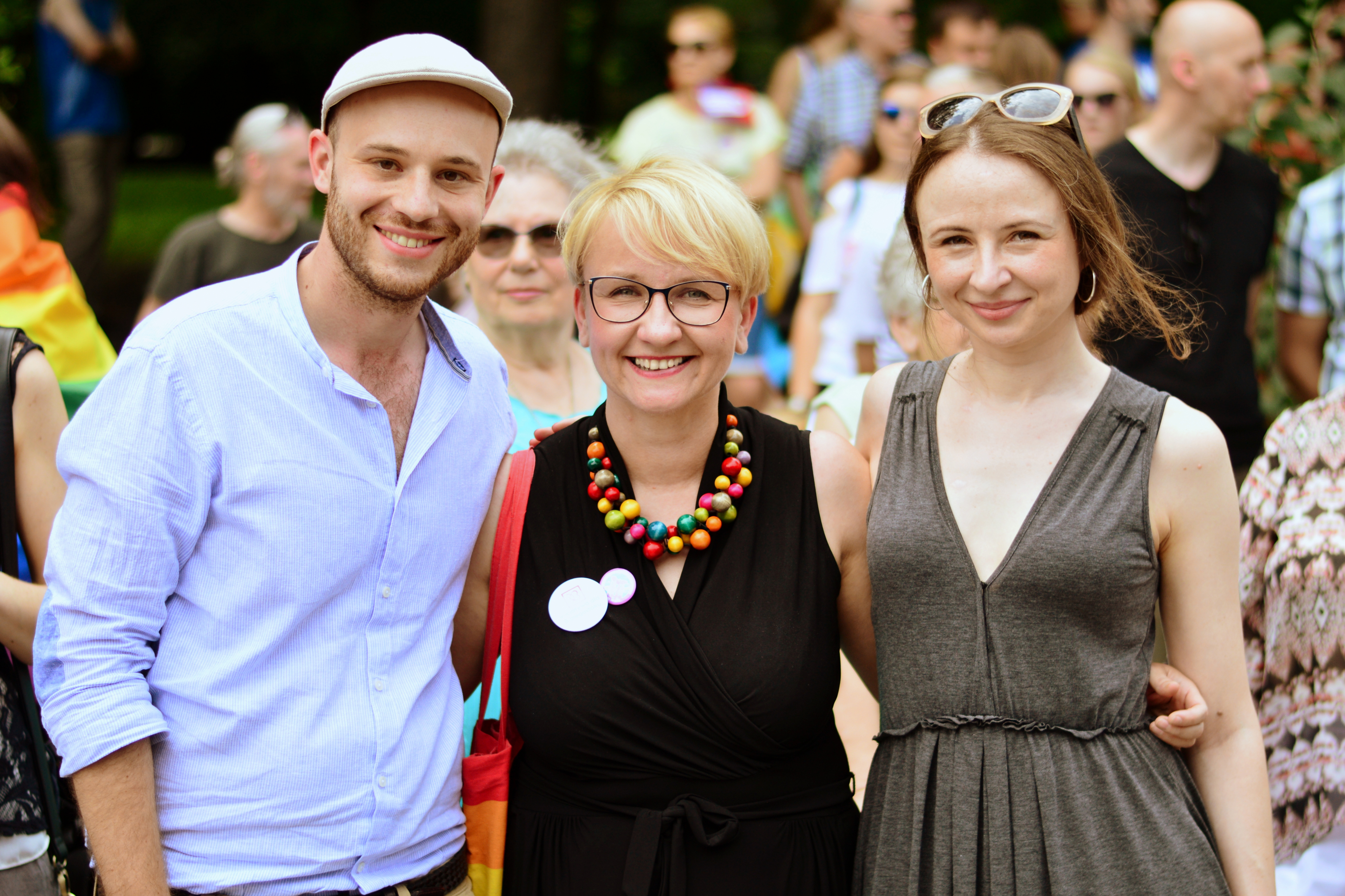
Jan Śpiewak, Katarzyna Sztop-Rutkowska i Agnieszka Dziemianowicz-Bąk, a Białystok el 2019

 Va representar Razem a l'organització paneuropea Democracy in Europe Movement 2025 (DiEM25).
El 2016, la revista Foreign Policy va incloure Dziemianowicz-Bąk, juntament amb Barbara Nowacka, a la llista anual Top 100 Global Thinkers pel seu paper en l'organització de la Czarny Protest («protesta negra») contra la prohibició total de l'avortament a Polònia.
El febrer de 2019, va deixar el partit Razem a causa de discrepàncies sobre l'estratègia del partit en les eleccions al Parlament Europeu. L'agost del 2019 va ser elegida membre del Col·lectiu Coordinador de DiEM25.
Dziemianowicz-Bąk va ser elegida per al Sejm el 13 d'octubre de 2019, rebent 14.257 vots al districte de Breslau en representació de la coalició d'esquerres Lewica.
A banda de protestar contra les lleis sobre l'avortament, Dziemianowicz-Bąk també s'ha significat en les protestes pels drets LGBT. El setembre de 2020, va guanyar el premi Korony Równośc per la Kampania Przeciw Homofobii («Campanya contra l'homofòbia»). Va dir que desitjaria que aquest premi no fos necessari. L'any 2020 va ser la cap de campanya de Robert Biedroń durant la les eleccions presidencials poloneses.